# Gianluca Calcagni
Gianluca Calcagni (ur. 4 października 1976 w Rzymie) – włoski kierowca wyścigowy.

## Kariera
Calcagni rozpoczął karierę w wyścigach samochodowych w 1998 roku od startów we  Włoskiej Formule 3, gdzie raz stanął na podium. Z dorobkiem 28 punktów uplasował się tam na dziewiątej pozycji w klasyfikacji generalnej. Rok później był już wicemistrzem tej serii. W późniejszych latach pojawiał się także w stawce Europejskiego Pucharu Formuły 3, Masters of Formula 3, Włoskiej Formuły 3000, Formuły 3000, MINI Rushour oraz MINI Challenge Italy.
W Formule 3000 Włoch wystartował podczas włoskiej rundy sezonu 2001 z ekipą Kid Jensen Racing. Jednak nie ukończył wyścigu.